# Lotte Jensen
Lotte Eilskov Jensen (Hillerød, 13 januari 1972) is een Nederlandse literatuurwetenschapper met de Deense nationaliteit. Zij is sinds 2017 hoogleraar Nederlandse literatuur- en cultuurgeschiedenis aan de Radboud Universiteit te Nijmegen. Ze treedt regelmatig in de publiciteit met boeken over het ontstaan van de Nederlandse identiteit. Haar tweelingzus is de schrijfster, filosofe en publiciste Stine Jensen.

## Leven en werk
Lotte Jensen werd geboren in Denemarken. Het gezin verhuisde naar Nederland toen ze tien maanden oud was. Ze groeide op in Oegstgeest en behaalde haar einddiploma aan het Stedelijk Gymnasium Leiden. In haar examenjaar 1990 won ze de jaarlijkse essaywedstrijd voor scholieren van de Amerikaanse ambassade.
Jensen studeerde Nederlands en filosofie aan de Universiteit van Utrecht. Ze promoveerde in 2001 aan de Universiteit van Amsterdam op het proefschrift Bij uitsluiting voor de vrouwelijke sekse geschikt. Vrouwentijdschriften en journalistes in de achttiende en negentiende eeuw, over vrouwelijke journalisten in de 18e en 19e eeuw in Nederland. Hierna werkte ze als docent aan de Universiteit Utrecht, de Radboud Universiteit en als postdoc aan de Universiteit van Amsterdam. Haar onderzoek concentreert zich op de Nederlandse identiteitsvorming en nationalisme door de eeuwen heen. Artikelen en interviews verschenen in onder meer NRC, De Groene Amsterdammer, Trouw en de Volkskrant.
Op 30 april 2020 werd zij verkozen tot lid van de Koninklijke Nederlandse Akademie van Wetenschappen (KNAW).
Sinds 2024 is ze verbonden aan het onderzoeksproject Adapt! dat onderzoek doet naar het aanpassingsvermogen van samenlevingen in tijden van crises.

## Publicaties (selectie)
- Lotte Jensen, Rampen. Een nieuwe geschiedenis van Nederland. Amsterdam, Prometheus, 2024. ISBN 9789044636451
- Lotte Jensen, Marianne Eekhout, Hanneke van Asperen, De grote en vreeselike vloed. De Sint-Elisabethsvloed 1421-2021. Amsterdam: De Bezige Bij, 2021. ISBN 9789403124315
- Lotte Jensen (red.), Beatrice de Graaf, Patrick Buch, Rick Honings e.a., Napoleons nalatenschap. Sporen in de Nederlandse samenleving. Amsterdam: De Bezige Bij, 2020. ISBN 9789403112510
- Lotte Jensen, Wij tegen het water. Een eeuwenoude strijd. Nijmegen, Vantilt, 2018. ISBN 9789460044045
- Lotte Jensen & Stine Jensen, Het Zussenboek. Amsterdam: De Geus, 2016. ISBN 978-90-445-3736-9
- Lotte Jensen, Vieren van vrede. Het ontstaan van de Nederlandse identiteit, 1648-1815. Nijmegen: Vantilt, 2016. ISBN 978-94-6004-287-4
- Lotte Jensen (ed.), The Roots of Nationalism. National Identity Formation in Early Modern Europe, 1600-1815. Amsterdam: Amsterdam University Press, 2016. ISBN 978-94-6298-107-2
- Lotte Jensen en Nina Geerdink (red.), Oorlogsliteratuur in de vroegmoderne tijd. Vorm, identiteit en herinnering. Hilversum: Verloren, 2013. ISBN 978-90-8704-341-4
- Lotte Jensen, Verzet tegen Napoleon. Nijmegen: Vantilt, 2013. ISBN 978-94-6004-125-9
- Lotte Jensen, De verheerlijking van het verleden. Helden, literatuur en natievorming in de negentiende eeuw. Nijmegen: Uitgeverij Vantilt, 2008. 2e druk 2016: ISBN 978-94-6004-261-4
- Lotte Jensen, 'Bij uitsluiting voor de vrouwelijke sekse geschikt'. Vrouwentijdschriften en journalistes in Nederland in de achttiende en negentiende eeuw. Hilversum: Verloren, 2001. ISBN 90-6550-665-9

- Gemeinsame Normdatei: 135829356
- International Standard Name Identifier: 0000 0001 0655 8345
- Library of Congress Control Number: n2002032960
- NARCIS: PRS1317086
- Nationale Bibliotheek van Tsjechië: jx20100628012
- Nationale Bibliotheek van Israël: 987007578423705171
- Nederlandse Thesaurus van Auteursnamen: 155973630
- Système universitaire de documentation: 128901764
- Virtual International Authority File: 102935149